# Dušan Zinaja
Dušan Zinaja, né le 23 octobre 1893 à Budapest (en Autriche-Hongrie) et mort le 26 septembre 1948 à Poklek (en Yougoslavie), est un sportif croate, skieur olympique et footballeur international yougoslave, devenu entraîneur. 

## Biographie
Né en Autriche-Hongrie de parents croates, Zinaja réalise toute sa carrière de sportif au HAŠK, un club omnisports de Zagreb, où il pratique à bon niveau le football et le ski de fond.
Le 10 juin 1923 Zinaja est sélectionné en équipe du royaume des Serbes, Croates et Slovènes de football (future Yougoslavie) pour un match à Bucarest contre la Roumanie. 
Quelques mois plus tard, il fait partie de la délégation du Royaume à la première édition des Jeux olympiques d'hiver à Chamonix, où il participe aux deux épreuves de ski de fond.
En septembre 1924, il devient le premier sélectionneur appointé de l'équipe nationale de football, à la suite de Veljko Ugrinić et Todor Sekulić. Il dirige les Plavi pendant trois matchs, jusqu'en novembre 1925.
Zinaja meurt en 1948 dans un accident de voiture dans le Žumberak, un massif montagneux situé près de Zagreb.